# مارسيلينو إغليسياس
مارسيلينو إغليسياس (بالإسبانية: Marcelino Iglesias Ricou)‏ هو سياسي إسباني، ولد في 16 أبريل 1951 في إسبانيا. حزبياً، نشط في حزب العمال الاشتراكي الإسباني. وقد انتخب Member of the Cortes of Aragon ‏ وانتخب عضو مجلس الشيوخ الإسباني ‏.